# Группа треугольника
В математике группа треугольника — это группа, которая может быть представлена геометрически при помощи последовательных отражений относительно сторон треугольника. Треугольником может служить обычный евклидов треугольник, треугольник на сфере или гиперболический треугольник. Любая группа треугольника является группой симметрии паркета конгруэнтных треугольников в двумерном пространстве, на сфере или на плоскости Лобачевского (см. также статью об гиперболической плоскости).

## Определение
Пусть l, m, n — целые числа, большие либо равные 2. Группа треугольника Δ(l,m,n) является группой движений евклидового пространства, двумерной сферы, вещественной проективной плоскости или гиперболической плоскости, порождённой отражениями относительно сторон треугольника с углами π/l, π/m and π/n (измеряемые в радианах). Произведение отражений относительно двух смежных сторон является вращением на угол, равный удвоенному углу между этими сторонами, 2π/l, 2π/m и 2π/n. Таким образом, если отражения обозначить буквами a, b и c, а углы между сторонами в циклическом порядке, как указано выше, имеют место следующие соотношения:
1. {\displaystyle a^{2}=b^{2}=c^{2}=1}
2. {\displaystyle (ab)^{l}=(bc)^{n}=(ca)^{m}=1.}

Существует теорема, что все другие соотношения между a, b, c являются следствием этих соотношений и что Δ(l, m, n) является дискретной группой движений соответствующего пространства. Эта группа треугольника является группой отражений, допускающей задание
{\displaystyle \Delta (l,m,n)=\langle a,b,c\mid a^{2}=b^{2}=c^{2}=(ab)^{l}=(bc)^{n}=(ca)^{m}=1\rangle .}
Абстрактная группа с этим заданием является группой Коксетера с тремя генераторами.

## Классификация
Если заданы любые натуральные числа l, m, n > 1, в точности одна из классических двумерных геометрий (евклидова, сферическая или гиперболическая) допускает треугольник с углами (π/l, π/m, π/n) и пространство замощено отражениями этого треугольника. Сумма углов треугольника определяет тип геометрии по Формула Гаусса — Бонне: пространство евклидово, если сумма углов в точности равна π, сферическое, если превышает π и гиперболическое, если строго меньше π. Более того, любые два треугольника с заданными углами конгруэнтны. Каждая группа треугольника определяет замощение, которое обычно раскрашивается в два цвета, так что любые два соседних элемента мозаики имеют разные цвета.
В терминах чисел l, m, n > 1 существуют следующие возможности.

### Евклидова плоскость
{\displaystyle {\frac {1}{l}}+{\frac {1}{m}}+{\frac {1}{n}}=1.}
Группа треугольника является бесконечной группой симметрии некоторого паркета (или мозаики) евклидовой плоскости треугольниками, углы которых в сумме дают π (или 180°). С точностью до перестановок, тройка (l, m, n) является одной из троек (2,3,6), (2,4,4), (3,3,3). Соответствующие группы треугольников являются представителями группы рисунков обоев.
| (2,3,6)                                                                               | (2,4,4)                      | (3,3,3)            |
| ------------------------------------------------------------------------------------- | ---------------------------- | ------------------ |
|                                                                                       |                              |                    |
| Разделённый шестиугольный паркет                                                      | Квадратный паркет «Тетракис» | Треугольный паркет |
| Более детальные диаграммы с помеченными вершинами. Показано, как действуют отражения. |                              |                    |
|                                                                                       |                              |                    |

### Сфера
{\displaystyle {\frac {1}{l}}+{\frac {1}{m}}+{\frac {1}{n}}>1.}
Группа треугольника является конечной группой симметрии паркета на единичной сфере из сферических треугольников, или треугольников Мёбиуса, сумма углов которых в сумме дают число, большее π. С точностью до перестановки тройки (l,m,n) имеют вид (2,3,3), (2,3,4), (2,3,5) или (2,2,n), n > 1. Сферические группы треугольников можно сопоставить с группами симметрий правильных многогранников в трёхмерном евклидовом пространстве: Δ(2,3,3) соответствует тетраэдру, Δ(2,3,4) соответствует как кубу, так и октаэдра (они имеют одну и ту же группу симметрии), Δ(2,3,5) соответствует как додекаэдру, так и икосаэдру. Группы Δ(2,2,n), n > 1, диэдрической симметрии можно рассматривать как группы симметрии семейства диэдров, которые образуются двумя одинаковыми правильными n-угольниками, соединёнными вместе, или, двойственно, осоэдром, который образован объединением n двуугольников.
Сферический паркет, соответствующий правильному многограннику, получается путём барицентрического подразделения многогранника и проекции полученных точек и прямых на описанную сферу. Для тетраэдра имеется четыре грани, и каждая грань является равносторонним треугольником, который делится на 6 меньших частей медианами, пересекающимися в центре. Получающаяся мозаика имеет 4 × 6=24 сферических треугольника (это сферический тетракисгексаэдр).
Эти группы конечны, что соответствует компактности сферы — площади дисков на сфере растут в терминах радиуса, но в конечном счёте покрывают всю сферу.
Треугольные замощения приведены ниже:
| (2,2,2) | (2,2,3) | (2,2,4) | (2,2,5) | (2,2,6) | (2,2,n) |
| ------- | ------- | ------- | ------- | ------- | ------- |
|         |         |         |         |         |         |
| (2,3,3) | (2,3,3) | (2,3,4) | (2,3,4) | (2,3,5) | (2,3,5) |
|         |         |         |         |         |         |

Сферические паркеты, соответствующие октаэдру и икосаэдру, а также диэдральным сферическим мозаикам с чётным n, центрально симметричны. Поэтому каждая эта упаковка определяет паркет вещественной проективной плоскости, эллиптический паркет. Их группа симметрии является факторгруппой сферической группы треугольников по центральной симметрии (-I), которая является центральным элементом порядка 2. Поскольку проективная плоскость является моделью эллиптической геометрии, такие группы называются эллиптическими группами треугольника.

### Гиперболическая плоскость
{\displaystyle {\frac {1}{l}}+{\frac {1}{m}}+{\frac {1}{n}}<1.}
Группа треугольника является бесконечной группой симметрии паркета на гиперболической плоскости из гиперболических треугольников, сумма углов которого меньше π. Все тройки, не перечисленные выше, представляют паркеты на гиперболической плоскости. Например, тройка (2,3,7) даёт группу треугольника (2,3,7). Существует бесконечно много таких групп. Ниже приведены паркеты, связанные с некоторыми малыми значениями.
| Примеры прямоугольных треугольников (2 p q) | Примеры прямоугольных треугольников (2 p q) | Примеры прямоугольных треугольников (2 p q) | Примеры прямоугольных треугольников (2 p q) | Примеры прямоугольных треугольников (2 p q) |
| ------------------------------------------- | ------------------------------------------- | ------------------------------------------- | ------------------------------------------- | ------------------------------------------- |
| (2 3 7)                                     | (2 3 8)                                     | (2 3 9)                                     | (2 3 ∞)                                     |                                             |
| (2 4 5)                                     | (2 4 6)                                     | (2 4 7)                                     | (2 4 8)                                     | (2 4 ∞)                                     |
| (2 5 5)                                     | (2 5 6)                                     | (2 5 7)                                     | (2 6 6)                                     | (2 ∞ ∞)                                     |
| Примеры треугольников общего вида (p q r)   |                                             |                                             |                                             |                                             |
| (3 3 4)                                     | (3 3 5)                                     | (3 3 6)                                     | (3 3 7)                                     | (3 3 ∞)                                     |
| (3 4 4)                                     | (3 6 6)                                     | (3 ∞ ∞)                                     | (6 6 6)                                     | (∞ ∞ ∞)                                     |

Гиперболические группы треугольников являются примерами неевклидовых кристаллографических групп и обобщены в теории Громова гиперболических групп.

## Группы фон Дика
Обозначим через D(l,m,n) подгруппу с индексом 2 в Δ(l, m, n), сгенерированную словами чётной длины в генераторах. Такие подгруппы иногда называются «обычными» группами треугольников или группами фон Дика, по имени Вальтера фон Дика. Сферические, евклидовы и гиперболические треугольники соответствуют элементам группы, сохряняющей ориентацию треугольников. Проективные (эллиптические) треугольники нельзя интерпретировать таким образом, поскольку проективная плоскость не имеет ориентации, и в ней нет «сохранения ориентации». Отражения, однако, локально сохраняют ориентацию (и любое многообразие локально ориентируемо, поскольку локально евклидово).
Группы D(l,m,n) определяются следующим заданием:
{\displaystyle D(l,m,n)=\langle x,y\mid x^{l},y^{m},(xy)^{n}\rangle .}
В терминах генераторов это x = ab, y = ca, yx = cb. Геометрически три элемента x, y, xy соответствуют вращениям на 2π/l, 2π/m и 2π/n вокруг трёх вершин треугольника.
Заметим, что D(l,m,n) ≅ D(m,l,n) ≅ D(n,m,l), так что D(l,m,n) не зависит от порядка чисел l,m,n.
Гиперболическая группа фон Дика — это фуксова дискретная группа, состоящая из сохраняющих ориентацию изометрий гиперболической плоскости.

## Паркет с наложением
Группы треугольников сохраняют паркетную укладку треугольниками, а именно фундаментальную область для действия (треугольника, определённого прямыми отражения), называемого треугольником Мёбиуса, и задаются тройкой целых чисел (l,m,n), соответствующих треугольникам (2l,2m,2n) с общей вершиной. Существуют также паркеты, образованные треугольниками с наложением, которые соответствуют треугольникам Шварца с рациональными числами (l/a,m/b,n/c), где знаменатели взаимно просты с числителями. Это соответствует сторонам под углом aπ/l (соотв.), что соответствует вращению на of 2aπ/l (соотв.), которое имеет порядок l и потому идентично элементу абстрактной группы, но различается, когда представляется в виде отражений.
Например, треугольник Шварца (2 3 3) даёт на сфере паркет плотности 1, в то время как треугольник (2 3/2 3) даёт на сфере паркет с плотностью 3, но с той же самой абстрактной группой. Эти симметрии паркетов с наложением не считаются группами треугольников.

## История
Группы треугольников датируются по меньшей мере представлением икосаэдральной группы как группы вращений треугольника (2,3,5) Гамильтоном в 1856 в его статье об икосианах.

## Приложения
Группы треугольников возникают в арифметической геометрии. Модулярная группа, генерируемая двумя элементами, S и T, с соотношениями S² = (ST)³ = 1, является группой вращений треугольника (2,3,∞) и отображается во все группы треугольников (2,3,n) добавлением отношения Tn = 1. Более обще, группа Гекке Hq, генерируемая двумя элементами, S и T, с соотношением S2 = (ST)q = 1 (нет отношения отдельно для T), является группой вращений треугольника (2,q,∞) и отображается во все группы треугольников (2,q,n) добавлением отношения Tn = 1. Модулярная группа является группой Гекке H3. В теории dessins d'enfants функция Белого позволяет получить замощение римановой поверхности, соответствующее некоторой группе треугольника.
Все 26 спорадических групп являются факторгруппами групп треугольника, из которых 12 являются группами Гурвица (факторгруппа группы (2,3,7)).